# Los Osos
Los Osos è una comunità non incorporata degli Stati Uniti d'America, situata in California, nella contea di San Luis Obispo.